# کلاغ سینالوآ
کلاغ سینالوآ(نام علمی: Corvus sinaloae) نام یک گونه از سرده کلاغ است.